# Horror Business
Horror Business – trzeci singel zespołu The Misfits wydany 26 czerwca 1979 roku przez wytwórnię Plan 9 Records.

## Lista utworów
1. Horror Business
2. Teenagers From Mars
3. Children In Heat

## Skład
- Glenn Danzig – wokal, gitara
- Bobby Steele – gitara, wokal
- Jerry Only – bas, wokal
- Joey Image – perkusja